# Тогдер
Тогдер е регион на Сомалия. Населението му е 721 363 жители (по приблизителна оценка от януари 2014 г.), а площта 38 663 кв. км. Регионът е разделен административно на 4 района. Намира се в северозападната част на страната в часова зона UTC+3. Понастоящем региона влиза в рамките на непризната Сомалиленд.